# Bradley megye (Arkansas)
Bradley megye az Amerikai Egyesült Államokban, azon belül Arkansas államban található. Megyeszékhelye és legnagyobb városa Warren. Lakosainak száma 10 545 fő (2020. április 1.). Bradley megye Cleveland, Drew, Ashley, Union és Calhoun megyékkel határos.

## Népesség
A megye népességének változása:
| Lakosok száma | 11 486 | 11 464 | 11 352 | 11 249 | 11 094 | 10 545 |
|               | 2010   | 2011   | 2012   | 2013   | 2015   | 2020   |